# Schistidium flexipile
Schistidium flexipile là một loài Rêu trong họ Grimmiaceae. Loài này được (Lindb. ex Broth.) G. Roth mô tả khoa học đầu tiên năm 1904.